# Episodi di The Passage
La prima e unica stagione della serie televisiva The Passage è stata trasmessa negli Stati Uniti per la prima volta dall'emittente Fox dal 14 gennaio all'11 marzo 2019.
In Italia, la stagione è andata in onda su Fox, canale a pagamento della piattaforma Sky, dal 28 gennaio al 25 marzo 2019.
| nº | Titolo originale                           | Titolo italiano                     | Prima TV USA     | Prima TV Italia  |
| -- | ------------------------------------------ | ----------------------------------- | ---------------- | ---------------- |
| 1  | Pilot                                      | Dove tutto ebbe inizio              | 14 gennaio 2019  | 28 gennaio 2019  |
| 2  | You Owe Me a Unicorn                       | Mi devi un unicorno                 | 21 gennaio 2019  | 28 gennaio 2019  |
| 3  | That Never Should Have Happened to You     | Niente mostri sotto il letto        | 28 gennaio 2019  | 4 febbraio 2019  |
| 4  | Whose Blood Is That?                       | Di chi è quel sangue?               | 4 febbraio 2019  | 11 febbraio 2019 |
| 5  | How You Gonna Outrun the End of the World? | Come sfuggirai alla fine del mondo? | 11 febbraio 2019 | 18 febbraio 2019 |
| 6  | I Want to Know What You Taste Like         | Caccia all'uomo                     | 18 febbraio 2019 | 25 febbraio 2019 |
| 7  | You Are Like the Sun                       | Tu sei come il sole                 | 25 febbraio 2019 | 4 marzo 2019     |
| 8  | You Are Not That Girl Anymore              | Non sei più quella ragazza          | 4 marzo 2019     | 11 marzo 2019    |
| 9  | Stay in the Light                          | I dodici                            | 11 marzo 2019    | 18 marzo 2019    |
| 10 | Last Lesson                                | Ultima lezione                      | 11 marzo 2019    | 25 marzo 2019    |